# Kvarnsjön
Kvarnsjön este o arie protejată (arie specială de conservare — SAC, sit de importanță comunitară — SCI, arie de protecție specială avifaunistică — SPA) din Suedia întinsă pe o suprafață de 98,7 ha, integral pe uscat.

## Localizare
Centrul sitului Kvarnsjön este situat la coordonatele 59°11′38″N 18°05′03″E / 59.194°N 18.0843°E.

## Înființare
Situl Kvarnsjön a fost declarat sit de importanță comunitară în iulie 2000 pentru a proteja 5 specii de animale. Alte tipuri de protecție:
- arie de protecție specială avifaunistică (în mai 2006)[2]
- arie specială de conservare (în martie 2011)[1][3][4]

## Biodiversitate
Situată în ecoregiunea boreală, aria protejată conține 4 habitate naturale: Taiga vestică, Mlaștini împădurite, Mlaștini turboase de tranziție și turbării mișcătoare, Lacuri și iazuri distrofice naturale.
La baza desemnării sitului se află mai multe specii protejate:
- păsări (4): caprimulg (Caprimulgus europaeus), ciocârlie de pădure (Lullula arborea), viespar (Pernis apivorus), cocoșul de mesteacăn (Tetrao tetrix tetrix)
- nevertebrate (1): libelule (Leucorrhinia pectoralis)